# Lamna
Lamna is een geslacht van kraakbeenvissen uit de familie van haringhaaien (Lamnidae) en de orde van de Lamniformes.

## Soorten
- Lamna ditropis C. L. Hubbs & Follett, 1947 – Zalmhaai
- Lamna nasus (Bonnaterre, 1788) – Haringhaai